# 조성모 (수영 선수)
조성모(趙成模, 1985년 1월 6일 ~ )는 대한민국의 수영 선수이다.
조오련의 아들로 태어나, 해남고등학교와 고려대학교 체육교육학과를 나왔다.

## 기록
- 2002년 아시안 게임 1500m 자유형 은메달
- 2003년 재닛 에번스 초청 수영대회 800m·1500m 자유형 금메달